# Галантин

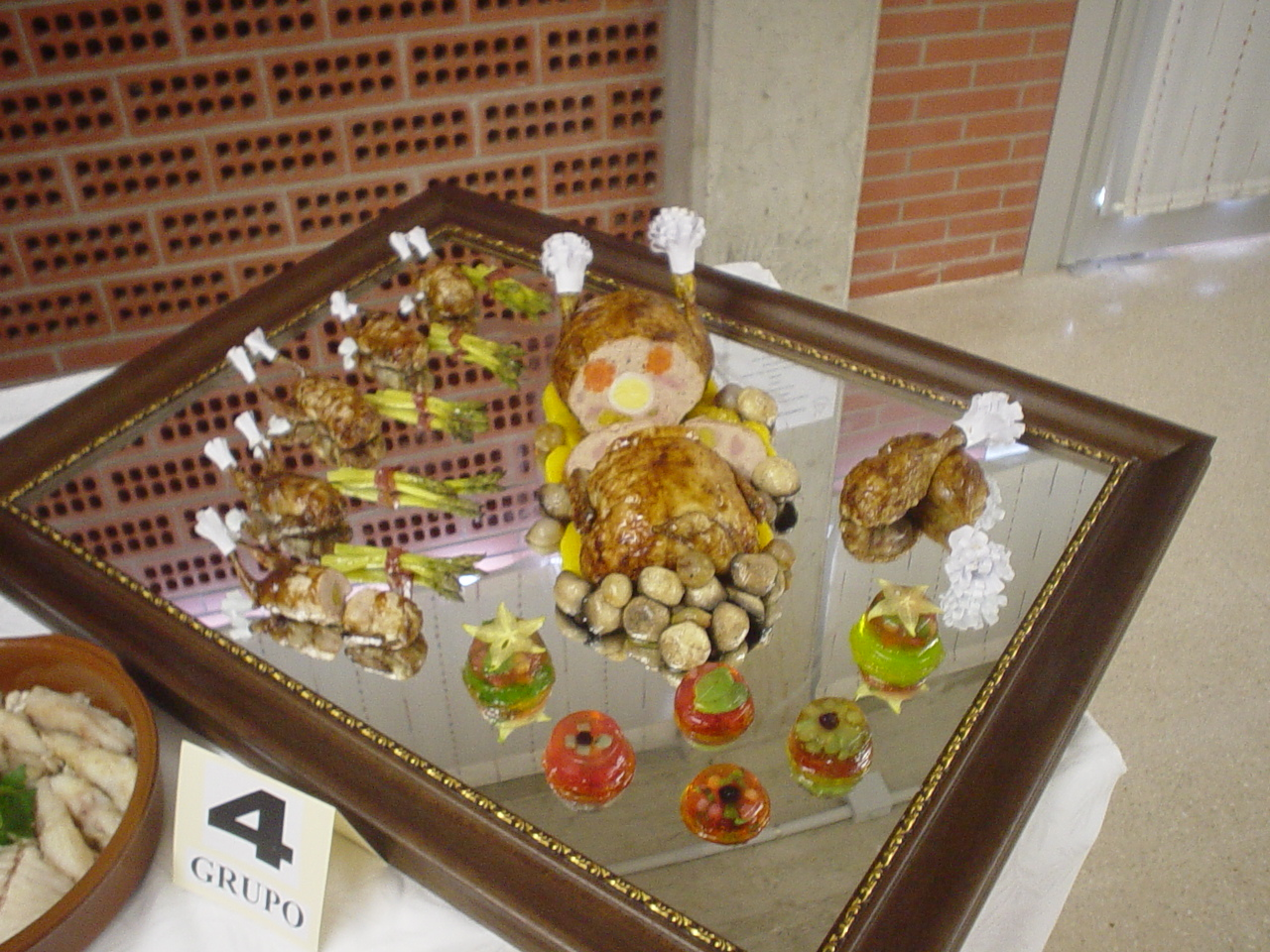
Галантин

Галанти́н (фр. galantine) — заливна французька страва з нежирного м'яса птиці, дичини, свинини, риби, телятини і кролика. 

## Походження назви
Походить від слова «желатин». У ресторанній кухні зазвичай так називають шматочки риби або птиці у міцному, грубому желатинному желе. У французькій кухні спочатку означало страву, що нагадує холодець з фаршированої телячої голови.
Назва не перекладається як щось вишукане і витончене, а походить від давньофранцузьких слів, які означають щось в'язке або липке. Тому припускають, що слово саме «галантність» походить від назви холодець і желе, а не навпаки. Спочатку галантин означав рецепт з поросяти з фаршем. Потім це перетворилось на фаршировану курку. Вже пізніше визначення стало означати не окрему страву, а систему страв.
У французькій кухні є ще страва ballotine, але обидва терміни посилаються на схожі рецепти. Лише деякі книги роблять відмінність між цими двома стравами. Цю страву описують як «шматок м'яса, птиці або риби з начинкою, загорнутий у формі пучка». Цей термін є простішим і новішим. Він починає з'являтись у кулінарних книгах в 19 столітті. Зараз балотин вважають особливим видом галантина. Його відварюють в бульйоні або запікають загорнутим в тканину. Часто балотин подають гарячим або тушкованим, а не вареним.

## Правила приготування
Галантин — особливий вид рулету. Це досить складна страва, яка потребує багато часу. Галантин традиційно готують на професійній кухні. Продукти для нього купують завчасно. Галантин подається холодним, покритим желе. Для його приготування тушку кролика, порося або птиці крають, виймають всі кістки і більшу частину м'ясного філе, залишивши лише тонкий шар шкіри і верхнього м'ясного покрову. Потім дрібно нарізаних шматочків м'яса роблять фарш, додаючи в нього інші інгредієнти — яйця, фісташки, гриби, горіхи, мариновані овочі, субпродукти (французькі кухарі нерідко використовують трюфелі і фуа-гра). Фарш вимішують, збивають міксером або блендером, а потім наповнюють їм акуратно розпрямлену шкіру. Іноді начинку перешаровують омлетом. Отриману масу спресовують в симетричну форму. Галантин можна готувати, обертаючи чим-небудь, щоб надати заливному циліндричну форму. Рибний галантин охолоджують під пресом. Після цього шкіру зашивають.
Згідно з класичним французьким рецептом, галантин треба покласти в прямокутний керамічний посуд і відварити в бульйоні (зараз галантин нерідко запікають у духовці). У процесі приготування важливо не пошкодити шкіру. Готовий галантин залишають до повного охолодження у формі, в якій він готувався.

## Рецепт галантину з курки

##### Інгредієнти
- курка — 1 шт. (вагою 1-1,2 кг)
- свинина — 500 г
- вершки (жирні) — 1-2 ст.л.
- яйце — 3 шт.
- коньяк — 3-4 ст.л.
- мускатний горіх (порошок) — на кінчику ножа
- перець, сіль — за смаком

##### Приготування
У непатраній курці з боку спинки треба зробити поздовжній розріз від шиї до гузки. Шкіру (можна з невеликим шаром м'яса в деяких місцях) обережно підрізати і акуратно зняти, намагаючись її не пошкодити. Шкіру посолити, поперчити і збризнути коньяком. Тушку випатрати, ретельно зняти з кісток все м'ясо. З кісток і потрухів зварити бульйон.

М'ясо курки і свинину 2-3 рази пропустити через м'ясорубку, додати яйця, вершки, коньяк, сіль, мелений чорний перець, порошок мускатного горіха, все ретельно вимісити, а потім збити віночком.

Підготовлену шкіру наповнити фаршем, з'єднати краї розрізу і ретельно зашити товстими нитками. Так само зашити усі інші розрізи, щоб тушка прийняла свою початкову форму. Підготовлену таким чином курку туго загорнути в серветку, зв'язавши її кінці.
Тушку покласти в каструлю або гусятницю, залити звареним бульйоном і варити під кришкою при слабкому кип'ятінні 1.5 години. Готове м'ясо залишити охолоджуватися, не виймаючи з бульйону. Коли м'ясо остигне, тушку дістати з каструлі, дати бульйону стекти і покласти курку під легкий прес, щоб галантин було зручно різати. При подачі на стіл нарізати галантин гострим ножем на тонкі скибочки і прикрасити свіжими або консервованими овочами і зеленню.